# Elaenia cristata
El fiofío crestado (Elaenia cristata), también denominada elaenia o elenia crestada (en Colombia), fío-fío de cresta simple (en Perú) o bobito crestiapagado (en Venezuela), es una especie de ave de la familia Tyrannidae, perteneciente al numeroso género Elaenia. Es nativa del norte y centro oriental de América del Sur.

## Distribución y hábitat
Se distribuye desde Venezuela, por Guyana, Surinam, Guayana francesa, norte, centro y este de Brasil (ausente del centro y oeste de la Amazonia brasileña), y extremo oriental de Bolivia; poblaciones aisladas en el sureste de Colombia, sureste de Perú, oeste y norte de Bolivia y suroeste de la Amazonia brasileña.
Esta especie es considerada localmente bastante común en sus hábitats naturales, las sabanas y cerrados, entre los matorrales o en áreas secas con arbustos, por debajo de los 1500 m de altitud.

## Descripción
Mide 14 a 15 cm de longitud. Presenta una cresta con plumas verde oliva largas y erectas; anillo ocular y garganta color gris blancuzco. Sus partes superiores son de color verde oliva, con las alas gris pizarra con dos rayas blancas y bordes blancos. Tiene el pecho grisáceo y el vientre color crema.

## Comportamiento

### Alimentación
Se alimenta de frutos y también de insectos.

### Reproducción
Construye un nido en forma de taza abierta. La hembra pone dos huevos blancos. La incubación dura quince días y los polluelos permanecen en el nido hasta dieciséis días después de nacer.

### Vocalización
Parece ser menos vocal que muchas de sus congéneres. El canto es un rápido y cascajoso «yer-yéhyéh» o «yer, yuyuyuyuyu».

## Sistemática

### Descripción original
La especie E. cristata fue descrita originalmente por el ornitólogo austríaco August von Pelzeln en el año 1868, bajo el nombre científico de: Elainea cristata. La localidad tipo dada es: «Goiás, Brasil».

### Etimología
El nombre genérico femenino «Elaenia» deriva del griego «ελαινεος elaineos» que significa ‘de aceite de oliva’, ‘oleaginosa’; y el nombre de la especie «cristata», proviene del latín «cristatus» que significa ‘crestado’, ‘con cresta’.

### Taxonomía
Es considerada hermana de Elaenia ruficeps, con base en la estructura de las fosas nasales y la forma de las alas, y a pesar de diferencias significativas en el plumaje y el comportamiento, y con fuerte soporte de datos genéticos.

### Subespecies
Según las clasificaciones del Congreso Ornitológico Internacional (IOC) y Clements Checklist/eBird, se reconocen dos subespecies, con su correspondiente distribución geográfica:
- Elaenia cristata cristata Pelzeln, 1868 – Venezuela al este de los Andes, las Guayanas, norte, centro y este de Brasil (al sur hasta São Paulo; ausente del centro y oeste de la Amazonia brasileña y extremos oriental de Bolivia; poblaciones aisladas en el sureste de Colombia (Caquetá, Vaupés), sureste de Perú (localmente en Cuzco y Madre de Dios), oeste y norte de Bolivia (La Paz, Beni) y en el suroeste de la Amazonia brasileña.
- Elaenia cristata alticola J.T. Zimmer & Phelps, Sr, 1946 – tepuyes del sureste de Venezuela (sureste de Bolívar) y adyacencias del norte de Brasil.